# 沈善寶
沈善寶（1808年—1862年），字湘佩，號西湖散人，女，錢塘（今浙江杭州）人，清代詩人，陳文述弟子。著有《鴻雪樓詩選初集》、《鴻雪樓詞》及《名媛詩話》傳世。

## 生平
沈善寶有兩兄三弟一妹。大週歲識字。讀書過目成
誦，穎悟絕倫。九歲時舉家隨父沈學琳赴江西義寧（今江西省修水縣）。嘉慶二十四年，父親沈學琳在江西義寧州判任上，為同僚所僭，罷職，自裁而死，沈家宦囊如洗，善寶以詩、畫潤筆所入，奉母課弟，然而母弟妹相繼故去，五年逢三喪，二十七歲將父、母、妹、弟、伯祖、庶伯祖母、綸新叔、庶祖母八人葬入祖墳，八棺並葬。道光十七年北上入京，依靠寄母史太夫人，次年，三十歲嫁給安徽來安人武凌雲為繼室。與顧太清、吴藻、梁德绳及其女儿许云林、云姜、汪端等有往來。道光十九年在京城結秋紅詩社。寓京十七年後，於咸豐四年隨夫赴山西。同治元年（1862年），隨夫自山西朔平府告歸返京就養，同年六月十一日辭世，享年五十五歲。
沈氏幼秉家學，工於詩詞，著述甚豐，有《鴻雪樓詩選初集》、《鴻雪樓詞》及《名媛詩話》傳世。沈善寶一生遊走南北，廣結各方才媛，尤其是通過《名媛詩話》的編撰，奠定了她在清道咸年間女性文壇上的領袖地位。